# Abbaye de Hude
L'abbaye de Hude (nom latin Portus sanctae Mariae) est une ancienne abbaye cistercienne à Hude, dans le Land de Basse-Saxe.

## Histoire
L'abbaye est fondée en 1232 comme l'abbaye-fille de l'abbaye de Mariental dépendant elle-même de l'abbaye d'Altenberg, dans la filiation de l'abbaye de Morimond. Elle prospère après l'échec de la révolte des paysans (de) de Stedingen (de). Pendant plus de deux siècles, les comtes d'Oldenburg sont enterrés dans les murs du monastère. En plus de l'exploitation des terres agricoles, la vie économique repose sur la fabrication de poteries, de produits tissés et sa propre briqueterie. En 1482, l'abbaye est rattachée au diocèse de Münster.
L'apparition de la Réforme protestante amène à la dissolution de l'abbaye en 1536. En raison de la forte demande de matériaux de construction, une partie des terrains est détruite jusqu'à l'acquisition par Kurt Veit von Witzleben (de) en 1687. La famille von Witzleben habite depuis la maison abbatiale converti en manoir et un bâtiment adjacent.

## Architecture
Des parties de l'église abbatiale sont construites au XIIIe siècle dans le style gothique de brique. Elle comprend une nef et deux collatéraux avec un transept composée de nombreuses briques moulées et glaçures. À côté se trouvent une porte-chapelle de la fin du XIIIe siècle, devenue l'église Sainte-Élisabeth, et une maison abbatiale. Le mur sud de la nef présente six arcades ogivales, un triforium de six fois deux arcs brisés, s'appuyant sur des pilastres et des corniches. Le troisième étage de la nef montre un changement de plan. Il a trois hautes fenêtres en ogive, qui sont flanquées de deux grands arcs en ogive. Au sud de l'église, sont conservées les restes de la construction de l'enceinte.